# Giulio Cesare Monteverdi
Giulio Cesare Monteverdi (* 1573 in Cremona; † 1630/31 in Salò) war ein italienischer Komponist und Organist. Er war der jüngere Bruder von Claudio Monteverdi.

## Biografie
Giulio Cesare Monteverdi wurde in Cremona geboren und dort am 31. Januar 1573 getauft. Im Jahre 1600 amtierte er während einiger Monate als Organist am Dom zu Mantua. 1602 wurde er Musiker (musico) am Hofe des Herzogs von Mantua und wurde 1609 von Francesco Gonzaga zum Kapellmeister ernannt. Zu den Geburtstagsfeierlichkeiten von Francescos Gattin Margarete von Savoyen schrieb er zu einem Libretto von Ercole Marigliani die Oper Il rapimento di Proserpina („Der Raub der Persephone“), die 1611 in Casale Monferrato aufgeführt wurde (Musik nicht erhalten).
1612 wurde er zusammen mit seinem Bruder und weiteren Künstlern vom Hof der Gonzaga entlassen. Er wurde dann Organist an der Hauptkirche von Castelleone und 1620 schließlich wiederum Kapellmeister am Dom von Salò. In der Stadt am Gardasee starb er um 1630/31, vermutlich als Opfer der Pest.
Die wenigen musikalischen Werke, die von ihm erhalten sind, darunter 25 Motetten, zeigen gewisse Einflüsse seines Bruders. Er fungierte als Herausgeber der dreistimmigen Scherzi musicali seines Bruders (1607), worin er zwei Stücke veröffentlichte. In diesem Band publizierte er auch eine präzise Erläuterung (Dichiaratione) von Claudios Gegenüberstellung der prima pratica und der seconda pratica, die dieser 1605 im Vorwort seines 5. Madrigalbuchs als Reaktion auf die Angriffe Artusis veröffentlicht hatte.